# Tournoi d'ouverture du championnat du Paraguay de football 2017
Navigation
Tournoi précédent Tournoi suivant
Le tournoi d'ouverture de la saison 2017 du Championnat du Paraguay de football est le premier tournoi semestriel de la cent-septième saison du championnat de première division au Paraguay. La saison est scindée en deux tournois saisonniers qui délivrent chacun un titre de champion. Les douze clubs participants sont réunis au sein d'une poule unique où ils affrontent leurs adversaires deux fois, à domicile et à l'extérieur. Il n’y a ni promotion, ni relégation à l’issue du tournoi.
C'est le Club Libertad qui remporte le tournoi après avoir terminé en tête du classement final, avec un seul point d'avance sur le Club Guaraní et treize sur le Club Olimpia. C'est le vingtième titre de champion du Paraguay de l'histoire du club.

## Qualifications continentales
Le vainqueur du tournoi Ouverture est qualifié pour la Copa Libertadores 2018.

## Les clubs participants
- Club Libertad
- Club Nacional
- Cerro Porteño
- Club Guaraní
- Club Deportivo Capiatá
- Club Sol de América
- Club Sportivo Trinidense - Promu de División Intermedia
- Club Olimpia
- Club Sportivo Luqueño
- Club General Díaz
- Independiente Campo Grande - Promu de División Intermedia
- Club Rubio Ñu

## Compétition
Le barème utilisé pour établir le classement est le suivant :
- Victoire : 3 points
- Match nul : 1 point
- Défaite : 0 point

### Classement
| Rang | Équipe                      | Pts | J  | G  | N  | P  | Bp | Bc | Diff |
| ---- | --------------------------- | --- | -- | -- | -- | -- | -- | -- | ---- |
| 1    | Club Libertad               | 49  | 22 | 15 | 4  | 3  | 40 | 14 | +26  |
| 2    | Club GuaraníT               | 48  | 22 | 15 | 3  | 4  | 48 | 31 | +17  |
| 3    | Club Olimpia                | 36  | 22 | 9  | 9  | 4  | 32 | 23 | +9   |
| 4    | Cerro Porteño               | 35  | 22 | 11 | 2  | 9  | 26 | 26 | 0    |
| 5    | Club Sol de América         | 34  | 22 | 8  | 10 | 4  | 31 | 17 | +14  |
| 6    | Independiente Campo GrandeP | 29  | 22 | 7  | 8  | 7  | 27 | 27 | 0    |
| 7    | Club General Díaz           | 25  | 22 | 6  | 7  | 9  | 22 | 32 | -10  |
| 8    | Club Deportivo Capiatá      | 24  | 22 | 7  | 3  | 12 | 21 | 31 | -10  |
| 9    | Club Nacional               | 23  | 22 | 5  | 8  | 9  | 24 | 30 | -6   |
| 10   | Club Rubio Ñu               | 20  | 22 | 4  | 8  | 10 | 25 | 35 | -10  |
| 11   | Club Sportivo Luqueño       | 17  | 22 | 3  | 8  | 11 | 21 | 33 | -12  |
| 12   | Club Sportivo TrinidenseP   | 15  | 22 | 1  | 12 | 9  | 23 | 41 | -18  |

|  | Qualification pour la Copa Libertadores 2018         |
|  | T : Tenant du titre P : Promu de División Intermedia |

### Résultats
| Résultats (▼dom., ►ext.)   | CCP | CAP | GEN | GUA | IND | LIB | NAC | OLI | RUB | SOL | SLU | STR |
| Cerro Porteño              |     | 2-1 | 1-0 | 0-4 | 1-1 | 1-0 | 2-1 | 2-1 | 4-0 | 0-3 | 2-1 | 0-0 |
| Club Deportivo Capiatá     | 1-0 |     | 1-2 | 1-0 | 0-1 | 1-2 | 2-0 | 1-5 | 1-2 | 0-1 | 0-1 | 0-3 |
| Club General Díaz          | 1-2 | 1-1 |     | 1-2 | 2-1 | 0-2 | 1-1 | 0-0 | 0-3 | 0-5 | 2-1 | 3-0 |
| Club Guaraní               | 2-1 | 4-2 | 0-0 |     | 3-2 | 2-1 | 1-3 | 3-3 | 2-1 | 2-1 | 4-2 | 4-1 |
| Independiente Campo Grande | 1-2 | 1-0 | 0-0 | 4-2 |     | 0-2 | 0-2 | 1-1 | 0-1 | 0-0 | 1-0 | 2-2 |
| Club Libertad              | 2-1 | 0-1 | 3-0 | 3-2 | 2-0 |     | 1-1 | 3-0 | 1-1 | 3-0 | 3-2 | 2-2 |
| Club Nacional              | 2-0 | 1-2 | 2-4 | 1-2 | 1-2 | 0-1 |     | 2-4 | 0-3 | 1-1 | 0-0 | 1-1 |
| Club Olimpia               | 2-0 | 2-0 | 2-0 | 0-2 | 1-1 | 0-3 | 0-0 |     | 1-1 | 2-2 | 2-1 | 1-1 |
| Club Rubio Ñu              | 0-3 | 1-3 | 2-3 | 1-2 | 2-2 | 0-0 | 1-2 | 0-1 |     | 0-1 | 1-1 | 1-1 |
| Club Sol de América        | 1-0 | 1-1 | 0-0 | 2-2 | 1-1 | 0-1 | 0-0 | 0-1 | 3-0 |     | 1-1 | 3-0 |
| Club Sportivo Luqueño      | 2-0 | 1-1 | 2-1 | 0-1 | 1-2 | 0-3 | 1-2 | 0-0 | 1-1 | 0-3 |     | 0-0 |
| Club Sportivo Trinidense   | 0-2 | 0-1 | 1-1 | 1-2 | 1-4 | 0-2 | 1-1 | 0-3 | 3-3 | 2-2 | 3-3 |     |

## Bilan de la saison
| Championnat du Paraguay de football 2017 |                           |
| Champion                                 | Club Libertad (20e titre) |
| Qualifications continentales             |                           |
| Copa Libertadores 2018                   | Club Libertad             |
| Promotions et relégations                |                           |
| Promus en Primera División               | Aucun                     |
| Relégués en División Intermedia          | Aucun                     |